# 大島唯司
大島 唯司（おおしま ただとも、1974年9月27日 - ）は、熊本県出身の陸上競技指導者。熊本県立熊本高等学校、亜細亜大学卒業。JR東日本ランニングチーム監督や亜細亜大学陸上競技部総監督を歴任。

## 経歴
熊本県立熊本高等学校卒業後は陸上競技の強豪・亜細亜大学に進学。入学後からマネージャーとして所属。
大学卒業後はコニカミノルタに入社。
2013年からは東京都立松が谷高等学校社会科教諭として教壇に立つ。同校では陸上部の監督も務め、都立高校を東京有数の強豪校に成長させた。
2018年からJR東日本ランニングチームの監督に就任。
JR東日本ランニングチームの監督を退任し、2025年4月1日付で母校の亜細亜大学陸上競技部の総監督に就任。